# Єгорова-Луценко Тетяна Петрівна
Тетяна Петрівна Єгорова-Луценко (нар. 28 вересня 1983, місто Лозова, Харківська область) — українська діячка органів місцевого самоврядування, політик. Кандидат юридичних наук (2016), доктор юридичних наук (2020), заслужений юрист України (2024). Голова Харківської обласної ради з 19 серпня 2021 року, президентка Асоціації органів місцевого самоврядування Харківської області, президентка Всеукраїнської асоціації органів місцевого самоврядування «Українська асоціація районних та обласних рад», віцепрезидентка Асамблеї європейських регіонів (AER).

## Біографія
У 2000 році закінчила Лозівську ЗОШ № 4 Харківської області. У 2003 році закінчила Харківський автомобільно-дорожній технікум за спеціальністю «Правознавство» та здобула кваліфікацію юриста.
У червні 2003 — вересні 2004 року — старший секретар Дзержинського районного суду міста Харкова.
У вересні 2004 — вересні 2014 року — секретар-друкарка ректорату Національного юридичного університету імені Ярослава Мудрого.
У 2009 році закінчила Національну юридичну академію України імені Ярослава Мудрого за спеціальністю «Правознавство» та здобула кваліфікацію юриста.
У червні 2011 — травні 2014 року — начальник юридичного відділу Товариства з обмеженою відповідальністю «Агропром АВ» (за сумісництвом).
У жовтні 2012 — лютому 2020 року — молодший науковий співробітник, старший науковий співробітник відділу правового забезпечення галузевого інноваційного розвитку Науково-дослідного інституту правового забезпечення інноваційного розвитку Національної академії правових наук України (за сумісництвом).
У вересні — грудні 2014 року — головний спеціаліст відділу державної реєстрації речових прав на нерухоме майно реєстраційної служби Харківського міського управління юстиції Головного управління юстиції у Харківській області.
У грудні 2014 — листопаді 2015 року — начальник відділу державної реєстрації речових прав на нерухоме майно, начальник реєстраційної служби Лозівського міськрайонного управління юстиції Харківської області Головного управління юстиції у Харківській області (з 30 січня 2015 року — Головного територіального управління юстиції у Харківській області).
У листопаді 2015 — квітні 2017 року — начальник відділу державної реєстрації актів цивільного стану по місту Харкову Харківського міського управління юстиції; начальник Харківського міського відділу державної реєстрації актів цивільного стану Головного територіального управління юстиції у Харківській області.
У квітні — грудні 2017 року — заступник начальника головного територіального управління юстиції з питань державної реєстрації — начальник Управління державної реєстрації Головного територіального управління юстиції у Харківській області.
У грудні 2017 року — директор Департаменту з питань судової роботи та банкрутства Міністерства юстиції України.
У грудні 2017 — грудні 2019 року — начальник Головного територіального управління юстиції в Харківській області.
У лютому — липні 2020 року — старший науковий співробітник відділу правового забезпечення функціонування національної інноваційної системи Науково-дослідного інституту правового забезпечення інноваційного розвитку Національної академії правових наук України.
У 2020 році закінчила Харківський регіональний інститут державного управління Національної академії державного управління при Президентові України за спеціальністю «Публічне управління та адміністрування» та здобула кваліфікацію магістр.
3 серпня 2020 вона стала першим заступником голови Харківської обласної державної адміністрації. 28 квітня 2021 року стало відомо про її звільнення з цієї посади після наради в Харківській ОДА. За інформацією Kharkiv Today, про можливість її звільнення була тривалий час після того, як вона вийшла з лікарняного, а в останні тижні перед її звільненням конфлікт з головою Харківської ОДА Айною Тимчук загострився. Погодження на звільнення Айною Тимчук було підписано у березні 2021 року, коли Тетяна Єгорова-Луценко перебувала на лікарняному. Сама Тетяна Єгорова-Луценко в коментарі для преси зазначила, що її звільнення після наради стало для неї несподіванкою. Також вона заявила, що з Айною Тимчук у неї були відсутні спільні погляди «на критичні питання Харківщини», серед яких питання, пов'язані із забезпеченням COVID-лікарень та долею промислових об'єктів Харкова.
25 жовтня 2020 року обрана депутаткою Харківської обласної ради VIII скликання (від Слуги народу).
З 19 серпня 2021 року — голова Харківської обласної ради.
З 07 вересня 2021 року — Президентка Асоціації органів місцевого самоврядування Харківської області.
З 28 вересня 2023 року —  Президентка Всеукраїнської асоціації органів місцевого самоврядування «Українська асоціація районних та обласних рад».
З 20 грудня 2023 року — член Відділення Національного Олімпійського Комітету України в Харківській області..
З квітня 2024 року — Офіційний спостерігач від України в Комітеті Європейських регіонів в Брюсселі.
З червня 2024 року — Член Бюро Конференції регіональних та місцевих влад Східного партнерства (CORLEAP), співголова CORLEAP.
18 червня 2025 року — Віцепрезидент Асамблеї європейських регіонів.